# Ayuntamiento de Madridejos
El Ayuntamiento de Madridejos es la institución municipal que gobierna el municipio de Madridejos, en la provincia de Toledo, comunidad autónoma de Castilla-La Mancha, España.

## Sede
La sede de la institución se encuentra en la casa consistorial, un edificio ubicado en la Plaza del Ayuntamiento.

## Alcaldes
| Periodo   | Nombre                         | Partido | Partido       |
| --------- | ------------------------------ | ------- | ------------- |
| 1979-1983 | Samuel Santa-Olalla Moreno-Cid |         | Independiente |
| 1983-1987 | Eugenio Rodríguez Romero       |         | CP            |
| 1987-1991 | Mariano Privado Gutiérrez      |         | PSOE          |
| 1991-1995 | Mariano Privado Gutiérrez      |         | PSOE          |
| 1995-1999 | Miguel Organero Serrano        |         | PP            |
| 1999-2003 | Miguel Organero Serrano        |         | PP            |
| 2003-2007 | Emiliano Sánchez Galán         |         | PSOE          |
| 2007-2011 | Ángel Tendero Díaz             |         | PP            |
| 2011-2015 | José Antonio Contreras Nieves  |         | PSOE          |
| 2015-2019 | José Antonio Contreras Nieves  |         | PSOE          |
| 2019-2023 | José Antonio Contreras Nieves  |         | PSOE          |
| 2023-act. | Francisco López Arenas         |         | PP            |

## Concejales
Al consistorio de Madridejos le corresponden un total de 17 concejales, ya que se encuentra dentro de la escala de 10.001 a 20.000 habitantes, según lo establecido en el artículo 179 de la Ley Orgánica 5/1985, de 19 de junio, del Régimen General Electoral. La distribución de los concejales tras las elecciones municipales de 2023 es la siguiente:
- Partido Popular (PP): 10 concejales
- Partido Socialista Obrero Español (PSOE): 6 concejales
- VOX: 1 concejal.

## Deuda
| Gráfica de evolución de la deuda viva del ayuntamiento en millones de euros entre 2008 y 2024 |
|                                                                                               |
| Deuda viva del ayuntamiento en millones de euros según datos de Datosmacro.com.               |

En 2024, la deuda por habitante en Madridejos ascendió a 385 €. La deuda total del municipio en ese año fue de 3.879 millones de euros. A lo largo de los últimos años, la deuda per cápita ha mostrado variaciones, destacando un aumento en 2012, cuando alcanzó los 460 € por habitante.